# Донал Лоуг
Донал Франсис Лоуг (на английски: Donal Francis Logue) (роден на 27 февруари 1966 г.) е ирландско-канадски актьор. Играе ролята на детектив Харви Бълок в сериала „Готъм“.

## Частична филмография

### Филми
- 1994: „Разкриване“
- 1994: „Малки жени“
- 1995: „Маями“
- 1996: „Джери Магуайър“
- 1997: „Градска полиция“
- 1998: „Блейд“
- 1999: „Булката беглец“
- 2000: „Патриотът“
- 2007: „Призрачен ездач“
- 2007: „Зодиак“
- 2008: „Макс Пейн“
- 2010: „Чарли Сейнт Клауд“

### Телевизия
- 1993: „Досиетата Х“
- 1993: „Лекар в Аляска“
- 2003–2005: „Спешно отделение“
- 2007: „Монк“
- 2008–2009: „До живот“
- 2011: „Д-р Хаус“
- 2012–2013: „Синове на анархията“
- 2013–2014: „Викингите“
- 2014–2015: „Закон и ред: Специални разследвания“
- 2014–понастоящем: „Готъм“